# یانوویتسه
یانوویتسه (به چکی: Janovice) یک منطقهٔ مسکونی در جمهوری چک است که در ناحیه فریدک-میستک واقع شده‌است. یانوویتسه ۱۳٫۱۴ کیلومتر مربع مساحت و ۱٬۸۱۸ نفر جمعیت دارد و ۳۶۴ متر بالاتر از سطح دریا واقع شده‌است.